# Borzyszkowski III
Borzyszkowski III (Borzyskowski, Donau-Borzyszkowski) – kaszubski herb szlachecki znany z jedynego wizerunku pieczętnego. Ze względu na specyficzną historię regionu, mimo przynależności do Rzeczypospolitej, rodzina i herb nie zostały odnotowane przez polskich heraldyków.

## Opis herbu
Opis z wykorzystaniem zasad blazonowania, zaproponowanych przez Alfreda Znamierowskiego:
W polu róg jeleni o pięciu rosochach. Nad tarczą korona szlachecka. Barwy nieznane.

## Najwcześniejsze wzmianki
Herb z pieczęci Jana Borzyszkowskiego z 1772. Podobny herb wzmiankuje Emilian Szeliga-Żernicki (Die Polnischen Stammwappen), ale wedle niego ma to być identyczny herb co Donau. Według Żernickiego rodzina Donau-Borzyszkowski miała być odnogą pruskich Donau.

## Herbowni
Borzyszkowski (Borzyskowski) z przydomkiem Dohna lub Donau.
Borzyszkowskim przypisywano też herby Lew II, Borzyszkowski, Szeliga i Łodzia, niewykluczone, że posługiwali się też podstawowym wariantem herbu Sas.